# Münir Özkul
Münir Özkul, né dans le district de Bakırköy de [Istanbul] (Turquie) le 15 août 1925 et mort dans cette ville le 5 janvier 2018, est un acteur turc.

## Biographie
- Formation : 
  - Lycée Erkek d'Istanbul
  - Université d'Istanbul

## Filmographie

### Cinéma
- 1950 : Üçüncü Selim'in Gözdesi
- 1951 : Barbaros Hayrettin Paşa : Mimar Selim
- 1951 : Lale Devri
- 1951 : Vatan ve Namik Kemal
- 1951 : Yavuz Sultan Selim ve Yeniçeri Hasan
- 1952 : Edi ile Büdü tiyatrocu
- 1953 : Balikçi güzeli
- 1953 : Edi ile Büdü
- 1953 : Halici kiz
- 1955 : Tus
- 1956 : Kalbimin sarkisi : Münir
- 1956 : Miras ugrunda
- 1958 : Altin kafes
- 1958 : Iftira
- 1959 : Gurbet
- 1960 : Tas bebek
- 1961 : Bir bahar aksami
- 1961 : Yaman gazeteci : Yaman
- 1961 : Yumurcak
- 1965 : 65 Hüsnü
- 1965 : Bilen kazaniyor
- 1965 : Cezmi Band 007.5
- 1965 : Dokunma bozulurum
- 1965 : Gönül kusu
- 1965 : Inatçi gelin
- 1965 : Kahreden kursun : Tencere Münir
- 1965 : Kan gövdeyi götürdü : Zehir Hafiye
- 1965 : Kart horoz : Mistik
- 1965 : Sekerli misin vay vay
- 1965 : Seveceksen yigit sev
- 1965 : Soför Nebahat bizde kabahat
- 1965 : Yalancinin mumu
- 1966 : Askin kanunu
- 1966 : Ben bir sokak kadiniyim
- 1966 : Bir Millet Uyaniyor : Tilki Onbasi
- 1966 : Denizciler geliyor
- 1966 : Fakir bir kiz sevdim
- 1966 : Senede bir gün
- 1966 : Seni seviyorum
- 1966 : Sevgilim artist olunca
- 1966 : Sonsuz geceler : Zühtü (en tant que Münür Özkul)
- 1967 : Elveda
- 1967 : Sürtügün Kizi
- 1967 : Yasli gözler
- 1967 : Çifte tabancali damat
- 1967 : Ölünceye kadar
- 1968 : Artik sevmeyecegim : Ahmet
- 1968 : Istanbul'da cümbüs var
- 1968 : Kalbimdeki yabanci
- 1968 : Kanli Nigar : Apti
- 1968 : Kara gözlüm efkarlanma
- 1968 : Nilgün
- 1968 : Urfa-Istanbul : Doktor
- 1968 : Yayla kartali
- 1969 : Aysecik ile Ömercik : Sansar Nuri
- 1969 : Bana derler fosforlu
- 1969 : Bos çerçeve : Ferhat
- 1969 : Fakir kizi Leyla
- 1969 : Gelin Aysem
- 1969 : Nisan yagmuru
- 1969 : Sevdali gelin
- 1969 : Sevgili babam
- 1969 : Uykusuz geceler
- 1970 : Ali ile Veli
- 1970 : Alli yemeni
- 1970 : Arim balim petegim : Zeynep's father
- 1970 : Berdus kiz
- 1970 : Bütün asklar tatli baslar
- 1970 : Dikkat... Kan araniyor
- 1970 : Dönme bana sevgilim
- 1970 : Hayatim sana feda : Mehmet
- 1970 : Kalbimin efendisi
- 1970 : Kara dutum
- 1970 : Küçük hanimefendi
- 1970 : Seven ne yapmaz
- 1970 : Soför Nebahat
- 1970 : Son kizgin adam
- 1970 : Tarkan Gümüs Eyer
- 1970 : Tatli melegim
- 1970 : Yavrum : Ayse's Grandfather
- 1970 : Yumruk pazari
- 1970 : Yuvasiz kuslar
- 1971 : Ask hikayesi : Seker Ahmet
- 1971 : Bebek gibi Masallah
- 1971 : Beklenen sarki
- 1971 : Beyaz kelebekler
- 1971 : Beyoglu güzeli
- 1971 : Hayat sevince güzel
- 1971 : Hayatim senindir
- 1971 : Ibis: Newyork canavari
- 1971 : Iste deve iste hendek
- 1971 : Kezban Paris'te
- 1971 : Nasreddin Hoca
- 1971 : Senede bir gün
- 1971 : Solan bir yaprak gibi
- 1971 : Son hiçkirik
- 1971 : Tophaneli Ahmet: Bir ask hikayesi : Abdi
- 1971 : Yedi Kocali Hürmüz : Berber Hasan
- 1972 : Aslanlarin ölümü
- 1972 : Gönül hirsizi : Salih Reis
- 1972 : O agacin altinda
- 1972 : Sev Kardesim : Mesut Güler
- 1972 : Tatli Dillim
- 1972 : Tophaneli Murat
- 1972 : Tövbekâr : Güner'in Babasi
- 1972 : Yigitlerin Kaderi
- 1972 : Üç sevgili
- 1973 : Istirap : Ahmet
- 1973 : Kadifeden kesesi
- 1973 : Oh Olsun : Burhan Usta, Alev's Father
- 1973 : Yalanci Yarim : Dervis
- 1973 : Çulsuz Ali
- 1974 : 5 tavuk 1 horoz
- 1974 : Gariban : Sair Cevat
- 1974 : Hasret : Ferdi'nin Dayisi
- 1974 : Mavi Boncuk : Baba Yasar
- 1974 : Niyet : Rifki
- 1974 : Salak Milyoner : Mehmet Çavus
- 1975 : Bes milyoncuk borç verir misin? : Münir Özkul
- 1975 : Bizim Aile : Yasar
- 1975 : Gece Kusu Zehra
- 1975 : Gülsah : Gülsah'in Dedesi
- 1975 : Hababam Sinifi Sinifta Kaldi : Mahmut Hoca 'Kel Mahmut'
- 1975 : Hababam Sınıfı : Kel Mahmut
- 1975 : Yasar ne yasar ne yasamaz : Resit
- 1976 : Aile Serefi : Riza
- 1976 : Hababam Sinifi Uyaniyor : Kel Mahmut
- 1977 : Ask dedigin laftir
- 1977 : Cennetin çocuklari : Hasan
- 1977 : Gülen Gözler : Yasar Usta
- 1977 : Hababam Sinifi Tatilde : Kel Mahmut
- 1978 : Hababam Sinifi Dokuz Doguruyor : Kel Mahmut
- 1978 : Neseli Günler : Kazim
- 1979 : Askin Gözyasi
- 1979 : Erkek Güzeli Sefil Bilo : Hüso
- 1980 : Banker Bilo : Hasan
- 1980 : Deliler Almanya'da
- 1981 : Bizim sokak
- 1981 : Girgiriye : Emin
- 1981 : Girgiriyede Senlik Var : Emin
- 1982 : Adile Teyze
- 1982 : Altin kafes
- 1982 : Beni unutma
- 1982 : Buyurun cümbüse
- 1982 : Gazap rüzgari : Münir
- 1982 : Görgüsüzler : Murat'in Amcasi
- 1982 : Islak mendil : Kadir
- 1983 : Dostlar sagolsun : Tahir Baba
- 1983 : Girgiriye'de cümbüs : Emin
- 1983 : Iliski : Murat'in Babasi
- 1983 : Saskin ördek
- 1984 : Geçim otobüsü : Nasrettin
- 1984 : Girgiriye'de büyük seçim : Emin
- 1984 : Kizlar sinifi : Mahmut Hoca
- 1984 : Saskin Gelin
- 1985 : Deliye hergün bayram : Mahmut
- 1985 : Duyar misin Feryadimi
- 1985 : Istanbul geceleri
- 1985 : Kösedönücü
- 1985 : Köseyi dönenler
- 1985 : Sari Öküz Parasi
- 1985 : Ya ya ya sa sa sa
- 1985 : Çalinan Hayat
- 1986 : Al dudaklim : Kadir (en tant que Münür Özkul)
- 1986 : Babalar da aglar
- 1986 : Kuzucuklarim
- 1986 : Milyarder : Mahmut
- 1987 : Afife Jale
- 1987 : Aile pansiyonu : Murtaza
- 1987 : Ana Kucagi
- 1987 : Gülmece Güldürmece
- 1987 : Kadersiz Kullar
- 1987 : Yikilan yuva/Evlat
- 1988 : A Ay
- 1988 : Aci gurbet
- 1988 : Arabesk

### Courts-métrages
- 1951 : Evli mi bekar mi

### Télévision

#### Séries télévisées
- 1979 : Ibisin rüyasi : Nahit
- 1986 : Varsayalim Ismail
- 1987 : Uzayli Zekiye
- 1994 : Kizlar sinifi
- 1995 : Reyting Hamdi : Sipahi Dede
- 1996 : Ay isiginda saklidir

## Récompenses et distinctions
- Artiste national
- Prix Golden Orange Lightning
- Grand prix de la culture et des arts de la présidence de la République de Turquie